# 邓恩森特 (北达科他州)
邓恩森特（英語：Dunn Center），是美国北达科他州下属的一座城市。根据2010年美国人口普查，该市有人口146人。